# United States Army Air Service
La United States Army Air Service era la denominazione del servizio di trasporto aereo militare dell’esercito statunitense dal 1918 al 1926, e diretto antenato della United States Army Air Corps. Esso ha sostituito l'Aviation Section, U.S. Signal Corps, succeduto brevemente dal Division of Military Aeronautics, Secretary of War.

## Linea di successione della United States Air Force
- Aeronautical Division, U.S. Signal Corps · 1º agosto 1907–18 luglio 1914
- Aviation Section, U.S. Signal Corps · 18 luglio 1914–20 maggio 1918
- Division of Military Aeronautics · 20 maggio 1918–24 maggio 1918
- U.S. Army Air Service · 24 maggio 1918–2 luglio 1926
- U.S. Army Air Corps · 2 luglio 1926–20 giugno 1941
- U.S. Army Air Forces · 20 giugno 1941–18 settembre 1947
- United States Air Force · 18 settembre 1947–Oggi